# Seriegalleriet

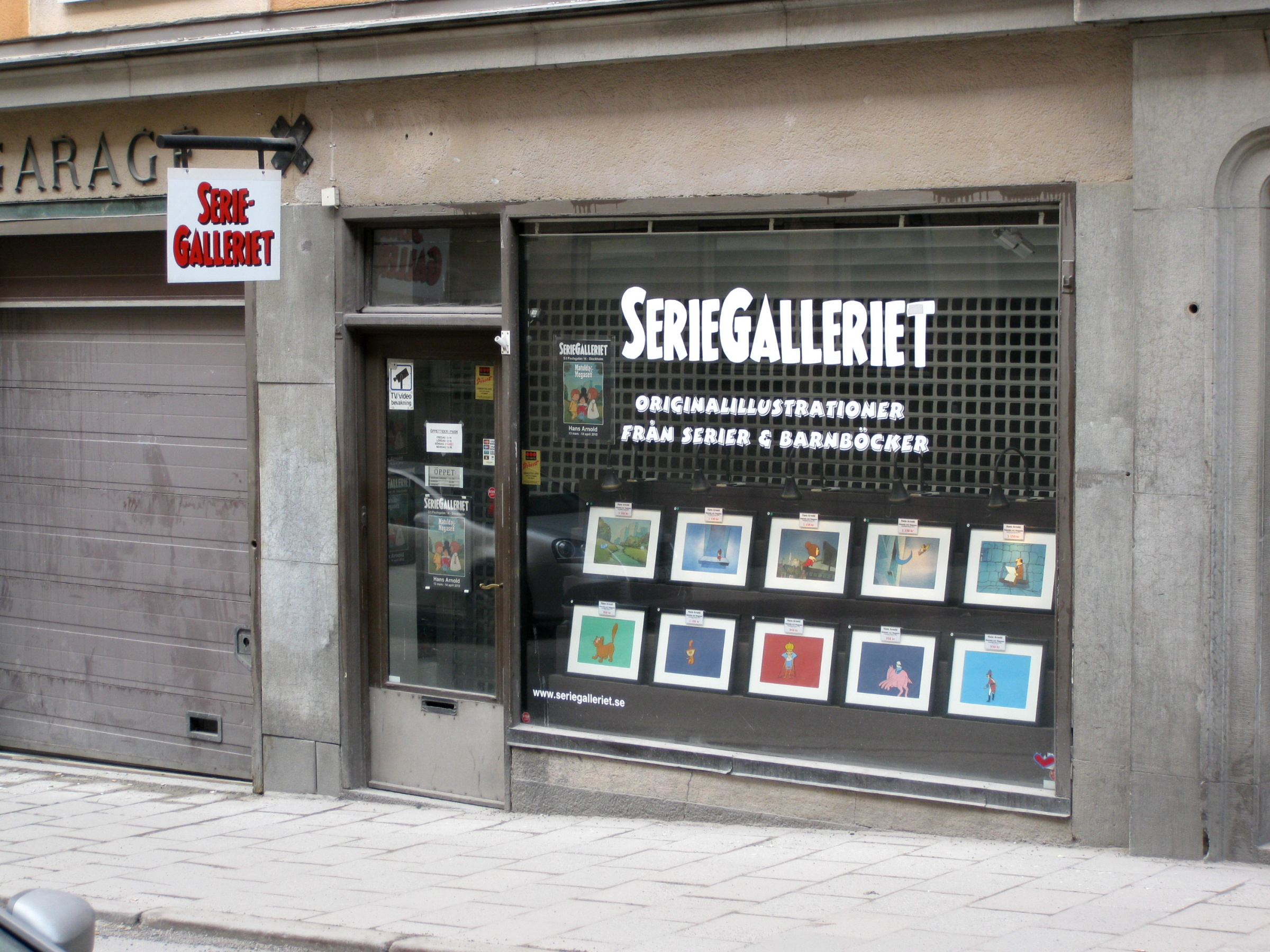
Seriegalleriet sett från gatan.

Seriegalleriet ett galleri i Stockholm (vid S:t Paulsgatan 14 på Söder) som specialiserat sig på utställningar med originalteckningar från tecknade serier och barnboksillustrationer. Det öppnades 2002. 

## Historia

### Bakgrund
Verksamheten – den första i sitt slag i Sverige – startades sommaren 2002 av Markku Haapala, då verksam inom livsmedelsbranschen. Han hade dessförinnan under ett antal år haft monter på Bokmässan i Göteborg, med försäljning av serieoriginal. Intresset för denna verksamhet ledde till slut fram till etablerandet av en permanent lokal för denna verksamhet. Därför är utställningsverksamheten på Seriegalleriet kombinerat med en butik med försäljning av serieoriginal och barnboksillustrationer. 
Galleriets läge på Söder placerar det i ett grannskap med relaterade verksamheter som antikvariat, seriebutiker, konstnärshandlar och förlag. Liknande galleriverksamhet fanns redan tidigare i bland annat USA, Frankrike och Belgien. Tidigare under 2002 öppnades också det första seriegalleriet i Danmark.

### Utställningar
Den första utställningen på Seriegalleriet var med Martin Kellermans Rocky. Lokalen användes tidigare som frisersalong, och i en Rocky-stripp klipps titelfiguren i denna frisersalong; det rutiga golvet från frisersalongstiden finns fortfarande kvar i galleriet. Även handlingen i övrigt i den serien utspelas på Söder.
Flest utställningar på galleriet har rört Ulf Lundkvist, som haft en återkommande sommarutställning med Assar och andra av hans serier. Bland annat hade Lundkvist utställningar varje år från 2003 till 2007, med serieoriginal och speciellt framtagna akrylmålningar. Bland barnboksillustratörer har bland annat Hans Arnold, Ann Höglund, Pija Lindenbaum och Katarina Strömgård ställt ut på Seriegalleriet. Bland nyare serieskapare har Sara Granér, Mats Jonsson, Lisen Adbåge, Åsa Ekström och Malin Biller ställt ut, och bland utländska namn Frode Øverli, Lise Myhre, Enric Badia Romero och Bud Grace. 
Andra större svenska namn som ställts ut är bland andra Rune Andréasson (med Bamse), Rit-Ola, Per Åhlin, Lasse Åberg och Lars Mortimer. 

### Övrigt
Efterfrågan i butiken/galleriet är stor för exempelvis Jan Stenmarks eller Jan Lööfs alster, medan klassiska svenska humorserier som Lilla Fridolf eller Åsa-Nisse är mindre eftertraktade. De dyraste verken som sålts var några målningar av Tove Jansson föreställande Mumintrollet , vilka försåldes för 150 000 kronor styck. I samma prisklass ligger flera av Ingrid Vang Nymans originalteckningar av Pippi Långstrump.
2019 fick Markku Haapala och Seriegalleriet motta Svenska Barnboksakademins Gillar-diplom. Diplomet har tidigare tilldelats olika bibliotek, kommuner, barnboksevenemang och andra barnbokssatsningar.